# Hôtellerie du Régent
L'hôtellerie du Régent est un hôtel situé à Villers-Cotterêts, en France.

## Localisation
L'hôtel est situé  26 rue du Général Mangin à Villers-Cotterêts (département de l'Aisne).

## Historique
Le monument est inscrit au titre des monuments historiques en 1993.